# いその・えいたろう
いその・えいたろう（1939年11月2日- ）は、日本の性愛評論家。

## 略歴
東京府東京市（現東京都墨田区）生まれ。本名：山口栄一。関東高校中退、緑ヶ丘音楽舞踊学校卒。幾多の職業を経て25歳で文筆業に就く。主に性産業を旗艦テーマに、スポーツ紙、週刊誌、雑誌等に寄稿を続ける。一方で日本テレビ「11PM」のコーディネーター兼レポーターとして18年間関わる。「いそのえいたろう」とナカグロのない表記もある。

## 著書
- 『好色=女のカレンダー』第二書房 1970
- 『男と女の詭弁 巧みなラブ・トークの教典』青年書館 1975
- 『おんな解剖面白事典』編著 青年書館 1976
- 『ゆきずりの恋入門』青年書館 1977
- 『別離の挽歌』ルック社 1977
- 『愛の出逢い成功術 ゆきずりの恋のキッカケのつくりかた』ミリオン出版社 1977
- 『新恋愛行動学』英知出版 1977
- 『フェミニストにささげる本 おんな解剖面白事典』編著 青年書館 1977
- 『愛する嘘の魔術集』青年書館 1978
- 『愛される女らしさ』ミリオン出版社 1979
- 『青春の決算 自力で翔び立つ型破り人生論』青年書館 1979
- 『ザ・穴場 おろしたての風俗定本』世文社(セブン叢書)1980 ダイナミックセラーズ 1981 のちピラミッドドキュメント文庫
- 『彼を料理する恋愛メニュー』青年書館 1980
- 『愛を獲得する10章 口説き方から決定的瞬間迄』英知出版 1980
- 『紳士も淑女も恋がお好き ゆきずりの恋入門 男性諸君へ!フィーリングラブのすすめ』青年書館 1980
- 『楽しきかな男の子の操縦法 恋の魔法使いになりなさい』青年書館 1980
- 『ちょっといい殺し文句』青年書館 1980
- 『若さがあればなんでもできる』青年書館 1980
- 『ピンクロジー これが風俗最前線だ!!』ダイナミックセラーズ(フォックスブック ダイナミックカメラレポート)1981
- 『クドコロジー オンナノコハカガクテキニクドケ』大陸書房 1981
- 『ザ・ピンク おろしたての風俗定本』ダイナミックセラーズ 1981
- 『ザ・トルコ おろしたての風俗定本』ダイナミックセラーズ 1981
- 『夜を演出する異才たち '84性風俗最前線 直撃レポート!!』恒友出版 1984
- 『ちょっといい殺し文句』青年書館 1986
- 『有名人とっておきの人を感動させる言葉』ロングセラーズ 1988
- 『一発必中女狩り』はまの出版 1988
- 『性人伝 この人たちの端倪すべからざる好色魂を見よ 聞き書き』ネスコ 1989 のち徳間文庫
- 『欲望の司祭たち 風俗産業に君臨した八人の主役』評伝社 1990 『性商伝』1997 (徳間文庫)
- 『お金大好き 著名人の明かすマネープラン』インタビュー・構成 あいであ・らいふ 1994
- 『風俗アダルト情報源 裏情報編』ジャパン・ミックス 1997
- 『風俗アダルト情報源』ジャパン・ミックス 1997
- 『性鬼伝』1997 (徳間文庫)
- 『性女伝』1998 (徳間文庫)
- 『AV監督』1999 幻冬舎アウトロー文庫
- 『性狂伝』1999 (徳間文庫)
- 『フェチ楽園考 超官能の世界』2004 ちくま文庫
- 『ネットホスト秋津京介 ヒーリング・コンシェルジュ 生と性-彼女はなぜ彼に癒されるのか?』心交社 2005

### 共著
- 『ハッピー・トルコ トライ&プレイ』栗原利之共著 ダイナミックセラーズ(フォックスブック ダイナミックカメラレポート)1981